# Distrito de Biłgoraj
El distrito o powiat de Biłgoraj (en polaco: powiat biłgorajski) es una unidad de administración territorial y gobierno local (powiat) en el Voivodato de Lublin, en la parte este de Polonia. Fue creado el 1 de enero de 1999, como resultado de la Reformas del gobierno local polaco aprobadas un año antes. Su sede administrativa y ciudad más grande es Biłgoraj, que dista 79 km al sur de la capital regional Lublín. El condado contiene otras tres ciudades: Tarnogród, Józefów y Frampol.
El condado cubre un área de 1677,79 km². A partir de 2008, su población total es de 103.661, que incluye 26.306 en Biłgoraj, 3.333 en Tarnogród, 2.486 en Józefów, 1.428 en Frampol y una población rural de 67,596 personas.

## Distritos vecinos
El distrito de Biłgoraj limita con los distritos de Lublin y Krasnystaw hacia el norte, con los distritos de Zamość y Tomaszów Lubelski hacia el este, con los distritos de Lubaczów y Przeworsk hacia el sur, el distrito de Leżajsk al suroeste, el distrito de Nisko al oeste, y con el distrito de Janów Lubelski al noroeste.

## División administrativa
El condado se subdivide en 14 gminas (una urbana, tres urbano-rurales y 10 rurales). Estos se enumeran en la siguiente tabla, en orden descendente de población.
| Gmina                        | Tipo        | Área (km2) | Población (2019) | Cabeza de partido |
| Biłgoraj                     | urban       | 21.1       | 26,309           |                   |
| Gmina Biłgoraj               | rural       | 262.6      | 13,327           | Biłgoraj *        |
| Gmina Księżpol               | rural       | 141.3      | 6,920            | Księżpol          |
| Gmina Józefów                | urban-rural | 126.5      | 6,756            | Józefów           |
| Gmina Turobin                | rural       | 162.2      | 6,070            | Turobin           |
| Gmina Tarnogród              | urban-rural | 114.3      | 6,673            | Tarnogród         |
| Gmina Frampol                | urban-rural | 107.6      | 6,126            | Frampol           |
| Gmina Potok Górny            | rural       | 111.2      | 5,395            | Potok Górny       |
| Gmina Obsza                  | rural       | 113.2      | 4,286            | Obsza             |
| Gmina Łukowa                 | rural       | 148.7      | 4,252            | Łukowa            |
| Gmina Goraj                  | urban-rural | 67.9       | 4,118            | Goraj             |
| Gmina Tereszpol              | rural       | 144.0      | 3,892            | Tereszpol         |
| Gmina Biszcza                | rural       | 106.3      | 3,770            | Biszcza           |
| Gmina Aleksandrów            | rural       | 54.3       | 3,258            | Aleksandrów       |
| * seat not part of the gmina |             |            |                  |                   |